# Multimedia Center
Ein Multimedia Center ist eine Kombination von Hardware und Software, die dazu dient, Multimedia-Inhalte wiederzugeben, aufzuzeichnen, zu be- und verarbeiten, zu archivieren und zu verwalten; ggf. auch programmierte, gewünschte Aktionen auszulösen. Damit grenzt es sich deutlich ab von einem bloßen „Media-Center“ und sollte damit nicht verwechselt werden. Mit einem Multimedia Center sollen alle diese verschiedenen und zum Teil technisch und logistisch sehr komplexen Aufgaben zentral an einer Stelle erledigt werden können. Beispiele hierfür wären etwa:
- Fernsehen anzeigen und per digitalem Videorekorder auf eine Festplatte aufzeichnen
- aufgezeichnete TV-Sendungen wiedergeben
- selbst erstellte analoge oder digitale Videofilme erfassen und schneiden
- auf DVDs gespeicherte Filme abspielen
- Musik-CDs wiedergeben
- kreativ mit digitaler Musik umgehen
- die Fotosammlung archivieren, verwalten und je nach Zielgruppe zu einer individuell vertonten Dia-Schau zusammenstellen
- per Satellitenschüssel frei Haus gelieferte Wetterdaten auf einem Bildschirm anzeigen lassen
- die Bilder von Überwachungskameras speichern, per Bilddatenauswertung vollautomatisch Alarm auslösen und Meldungen an IP-Adressen, zum Beispiel übers Intra- oder Internet, verschicken
- Teilaufgaben aus Gebäudemanagement oder Gebäudeautomation wahrnehmen

Um dies alles zu erledigen, benötigt man neben leistungsfähiger und energiesparender Hardware auch passende Programme (Software). Entscheidend für die Akzeptanz ist eine intuitiv erfassbare und einfach zu bedienende Mensch-Maschine-Schnittstelle. Denn die Multimedia Center sollen, im Unterschied zu herkömmlichen Rechnern, u. a. mit einer funktionalen Fernbedienung gesteuert werden können, in zunehmendem Maße auch per Spracherkennung und Sprachauswertung. Hierzu werden alle diese Funktionen unter einer gemeinsamen Bedienoberfläche integriert. Auf dem Markt der Multimedia Center konkurrieren sehr viele Anbieter, die mehr oder weniger ähnliche Produkte mit meist vergleichbaren Funktionalitäten anbieten.

## Freie Software / Open Source Multimedia Center
Auch unter dem freien Betriebssystem Linux gibt es inzwischen etliche Multimedia Center, die in ihrem Leistungsumfang mit kommerziellen Produkten vergleichbar sind und den Anwendern zudem freie Hand lassen, wie und womit sie ihre Hardware ausstatten wollen. Sie sind kostenlos und es gibt i. d. R. keine Probleme mit Lizenzverletzungen. Hier ein kleiner Ausschnitt:
- Knoppmyth
- Mythtv
- Movix
- Geexbox

## Freeware Multimedia Center
Beispiele:
- ATI Multimedia Center
- TVOON Media Center

ATI Multimedia Center (MMC) ist ein Anwendungsprogramm des Unternehmens AMD (ursprünglich ATI) und dient dem Abspielen, Aufzeichnen, Archivieren und Verwalten multimedialer Inhalte mittels ATI Grafikkarten oder ATI Grafik-/TV-Radio-Kombikarten (Radeon, All-in-Wonder) unter Microsoft-Betriebssystemen. Somit wäre es in seiner derzeitigen Funktionalität lediglich als Media Center einzustufen. Die Firma Asus bietet für ihre auf dem ATI Radeon Chipsatz basierenden Produkte darüber hinaus eine Bilddatenverarbeitungs- und Auswertungssoftware an, zum Beispiel für automatisierte Objektüberwachung, Personenerkennung oder für Eltern, die ihre Kinder zum Beispiel vom Wohnzimmer aus im Blick behalten wollen. Dies sind schon erste Ansätze in Richtung eines echten Multimedia Centers.
Das ATI Multimedia Center besteht aus den Funktionsteilen Intelligent TV, DVD, Video-CD, CDs, Media File Player und MMC Bibliothek. Hierfür stellt das ATI Multimedia Center u. a. MPEG-, AVI- und CD-/DVD-Audio-Wiedergabe bereit. Tuner-/Capture-Unterstützung steht bei All-in-Wonder Produkten ebenfalls zur Verfügung. Encoder und Decoder für TV- oder/und Video-Signale werden bei entsprechend ausgestatteten Grafikkarten unterstützt (zusätzlicher „Theatre Chip“). Das ATI Multimedia Center kann alleinstehend oder in Verbindung mit dem ATI DVD-Player verwendet werden.
Mit dem Freeware-Zusatzpaket European Language Pack 1 gibt es u. a. auch eine Unterstützung für die deutsche Sprache.
- ATI MMC plus European Language Pack 1, Dateigröße zum freien Herunterladen etwa 30 MB
- Unterstützte Betriebssysteme: Microsoft Windows 9x, ME, NT, 2000, XP, Vista
- Preis: kostenlos
- Registrierung: nicht erforderlich

## Kommerzielle Multimedia Center
Beispiele:
- Front Row von Apple
- Windows XP Media Center Edition
- CyberLink Power Cinema
- MMC von Welton Way